# آمبودیارا
آمبودیارا (به لاتین: Ambodiara) یک منطقهٔ مسکونی در ماداگاسکار است که در واتووانی واقع شده‌است. آمبودیارا ۷٬۴۱۷ نفر جمعیت دارد.